# Dinochloa scandens
Dinochloa scandens là một loài thực vật có hoa trong họ Hòa thảo. Loài này được (Blume ex Nees) Kuntze mô tả khoa học đầu tiên năm 1891.